# Jean Ray
Raymundus Joannes de Kremer / Raymond Marie De Kremer (n. 8 iulie 1887 - d. 17 septembrie 1964 la 
Gent / Gand) este un scriitor belgian bilingv. A scris în franceză sub pseudonimul Jean Ray și în neerlandeză sub pseudonimul John Flanders. S-a consacrat îndeosebi literaturii fantastice.

## Biografie

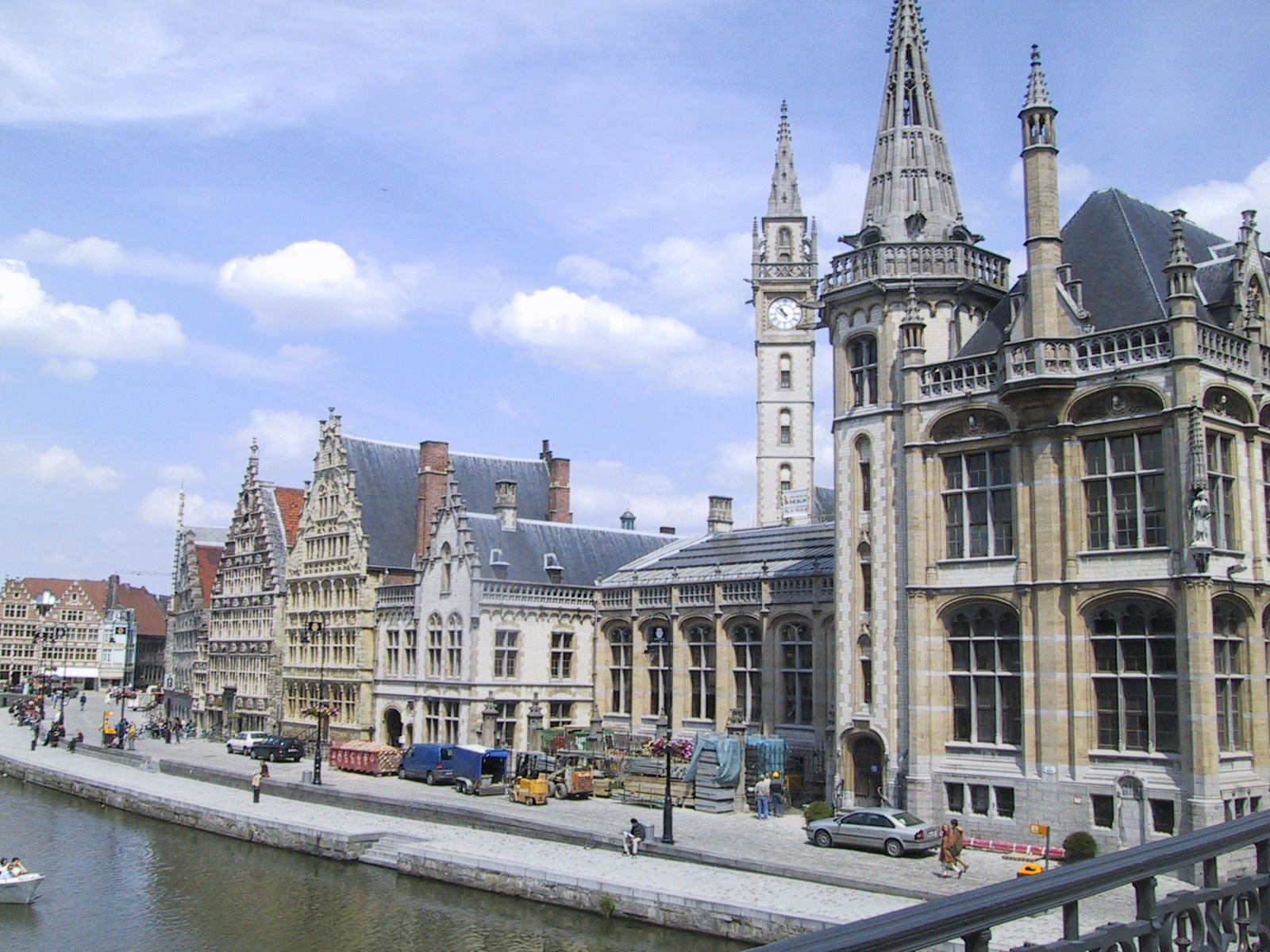
Vedere din centrul orașului Gent / Gand

Raymundus Joannes de Kremer / Raymond Marie De Kremer / Jean Ray / John Flanders s-a născut la 8 iulie 1887, la Gent / Gand, în Flandra de Est, unde și-a făcut studiile.
Potrivit legendei, pe care a răspândit-o el însuși, în câteva interviuri, el s-ar fi angajat ca marinar și ar fi făcut ocolul lumii, participând la contrabanda de alcool, în timpul prohibiției din Statele Unite ale Americii.
În 1925, publică Les contes du Whisky, prima sa culegere de nuvele. În 1927, este condamnat pentru « abuz de încredere ». Va face doi ani de închisoare și se va simți izolat și părăsit de familie și de prieteni. Va începe o colaborare mai mult sau mai puțin anonimă cu mai multe ziare și reviste. Astfel, își va crea pseudonimul de John Flanders, în 1928. Iese din închisoare în februarie 1929.
În 1932, îi apare cea de-a doua culegere de nuvele, La croisière des ombres, care nu va avea niciun succes. Ne putem gândi că acest eșec este rezultatul mediatizării în jurul numelui său în 1927.

## Opera

### Scrieri în franceză (Jean Ray)
- Contes du Whisky (1925)
- Le grand nocturne (1942)
- Les cercles de l'épouvante (1943)
- Malpertuis (1943)
- La cité de l'indicible peur (1943)
- Les derniers contes de Canterbury (1944)
- Le livre des fantômes (1947)
- La gerbe noire (1947)
- Saint-Judas-de-la-nuit, (1960).
- Les aventures de Harry Dickson (1929 - 1938).

### În neerlandeză (John Flanders)
- Spoken op de ruwe heide (1935)
- Het monster van Borough (1948)
- Geheimen van het Noorden (1948)
- Het zwarte eiland (1948).

## Adaptări cinematografice
- 1964: La Cité de l'indicible peur de Jean-Pierre Mocky, Franța, cu Bourvil și Francis Blanche.
- 1965: L'Homme qui osa de Jean Delire
- 1971: Malpertuis de Harry Kumel, Belgia, cu Orson Welles și Michel Bouquet.

## Adaptări în benzi desenate
- Les aventures d'Harry Dickson.
- Les aventures d'Edmund Bell, adaptées par René Follet chez Lefrancq.